# Gmina Svilajnac
Gmina Svilajnac (serb. Opština Svilajnac / Општина Свилајнац) – gmina w Serbii, w okręgu pomorawskim. W 2018 roku liczyła 21 414 mieszkańców.